# 迪維爾島

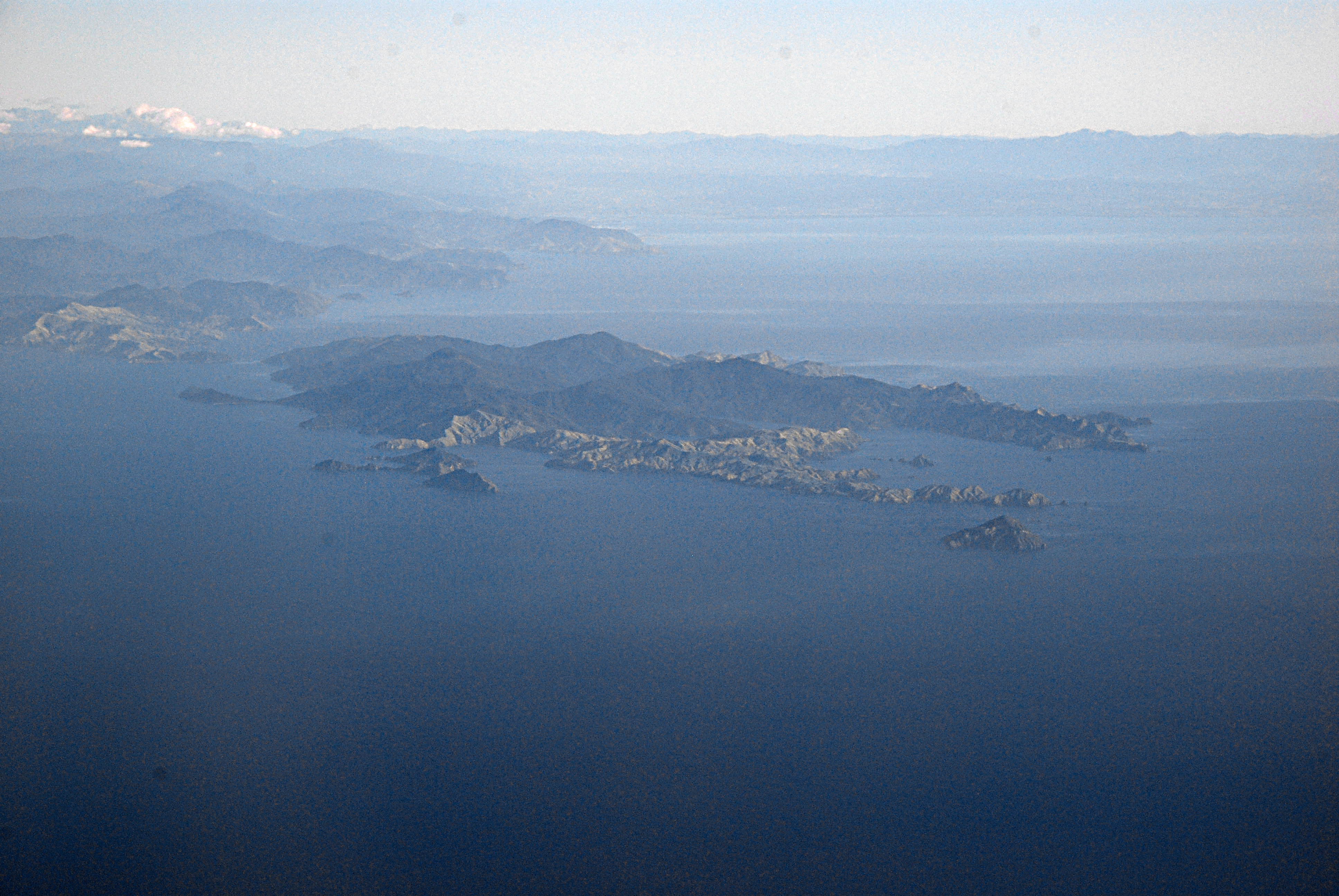
迪維爾島

迪維爾島是新西蘭的島嶼，位於南島北岸，長32.2公里、寬10.6公里，面積150平方公里，是該國第八大島嶼，最高點海拔高度729米，2006年人口52，人口密度為每平方公里0.347人。
40°50′S 173°52′E / 40.833°S 173.867°E